# Can Planas i Crehuet
Can Planas i Crehuet és una obra del municipi de Gavà (Baix Llobregat) inclosa en l'Inventari del Patrimoni Arquitectònic de Catalunya.

## Descripció
Es tracta d'un edifici cantoner de planta rectangular, planta baixa, dos pisos i terrat. La composició de la façana és simètrica a partir dels buits de la planta baixa, formada per encoixinats i obertures de mig punt. Al primer pis presenta un balcó corregut que li dona continuïtat. Els elements ornamentals estan constituïts per semi pilastres estriades i rematades per semi capitells corintis que separen cada un dels buits de façana.
La façana que dona al c/ Salvador Lluch és diferent en els balcons del segon pis i en l'encoixinat de la planta baixa, potser degut a una ampliació posterior.

## Història
Aquest edifici encara conserva el nom de qui va comprar el solar per a edificar. És considerat com un dels pocs exemples dins de l'arquitectura acadèmica i urbana del segle xix.
Fou construït l'any 1859 a sobre l'antiga masia de Can Batlle.